# 삼천포초등학교 늑도분교
삼천포초등학교 늑도분교는 대한민국 경상남도 사천시 늑도동 15에 있었던 초등학교이다.

## 연혁
- 1935년 4월 25일 삼천포공립보통학교 부설 늑도간이학교 개교
- 1944년 4월 1일 늑도공립국민학교 개교
- 1947년 5월 1일 교사 신축 이전
- 1969년 3월 1일 초양분교장, 신도분교장 개설
- 1993년 2월 28일 초양분교장 폐교
- 1996년 2월 17일 늑도국민학교 47회 졸업식(1047명)
- 1996년 3월 1일 늑도초등학교로 개칭
- 1996년 9월 1일 삼천포초등학교 늑도분교장으로 개칭
- 2006년 2월 16일 제56회 졸업식(1068명)
- 2006년 3월 1일 폐교